# Szűcs István (kohómérnök)
Szűcs István (Apostag, 1946. október 31. – Miskolc, 2022. december 27.) kohómérnök, professor emeritus.

## Élete, munkássága
Apostagon született 1946-ban, negyedikként egy ötgyermekes családban. Alapfokú tanulmányait a helyi általános iskolában végezte, majd 1961-től Kunszentmiklóson járt a Damjanich János Gimnáziumba. 1965-ben érettségizett, és még ebben az évben felvételizett a miskolci Nehézipari Műszaki Egyetem Kohómérnöki Karára. Az egyetemen 1970-ben végzett okleveles kohómérnökként, a kar metallurgus szakának vas- és fémkohász ágazatán. Ebben az évben kötött házasságot volt tankörtársával, Kőhalmi Máriával. Két gyermekük Attila (1972) és Anita (1974).
A diploma megszerzése után a Kohómérnöki Kar Tüzeléstani Tanszékén helyezkedett el, ahol Diószeghy Dániel volt a tanszékvezető. Az első időszakban tudományos ösztöndíjas gyakornok volt a beosztása, majd 1972-ben egyetemi tanársegéd lett. Az oktatásba azonnal bekapcsolódott, és az évek folyamán számos tantárgy oktatója volt: Tüzeléstan, Kemencék üzemtana, Energetikai berendezések, Tűzállóanyagok, Levegőtisztaság-védelem, Gáztüzelés, Hulladékégetés, Légszennyezők transzmissziójának számítása stb. 1974 és 1978 között a Moszkvai Acél és Ötvözetek Egyetemén volt aspiráns. 1974-től az Országos Magyar Bányászati és Kohászati Egyesület Kohászati Bizottságának tagja volt.
1982-ben, Moszkváben szerezte meg a műszaki tudomány kandidátusa címet, amit a Magyar Tudományos Akadémia 1983-ban honosított (CSc). Ezzel együtt megkapta a Dr. techn. műszaki egyetemi doktori címet is. 1978-ban egyetemi adjunktussá léptették elő. 1997-ben szerezte meg az egyetemen a Ph.D. doktori fokozatot, 2005-ben pedig habilitált. 1984-ben egyetemi docens, 2005-ben egyetemi tanár lett.
Oktatási munkáján kívül kiterjedt kutatási tevékenységet is folytatott. Főbb kutatási területei: kemencék, kazánok szerkezetének fejlesztése, biomasszák energetikai hasznosítása, szilárd légszennyezők képződési intenzitásának csökkentése, légszennyezések transzmissziójának számítása. 1998 és 2001 között Széchenyi Professzori Ösztöndíjban részesült.
Oktató munkájához kapcsolódóan évi rendszerességgel számos diplomamunka, szakdolgozat, tudományos diákköri dolgozat konzulense volt, és PhD témavezetéseket is végzett. Angol, német és orosz nyelvtudása révén idegen nyelven oktatott tantárgya is volt, és többször volt külföldi egyetemeken vendégelőadó.
1984 és 1988 között a Tüzeléstani Tanszék tanszékvezető helyettese volt, 1996-tól 2004-ig a Tüzeléstani Tanszéket is magába foglaló Hőenergia-gazdálkodási Intézet igazgatója, majd 1999 és 2002 között a tanszék vezetője volt. 1994 és 1998 között a Kohómérnöki Kar dékánhelyettese, illetve dékánja volt. 2006-ban a Miskolci Egyetem tanulmányi rektorhelyettesévé választották, amely funkciót 2010-ig látta el.
A hallgatók tisztelték, elismerték, szerették, a kar valétabizottsága négy alkalommal is (1989, 1996, 2004, 2013) a nagy megtiszteltetésnek számító tiszteletbeli évfolyamtárssá választotta, a Miskolci Egyetemisták Szövetségétől pedig kétszer, 1994-ben és 2004-ben kapta meg a Kiváló Oktató Diploma elismerést.

## Szakmai közéleti tevékenysége
- 1980–1990 között a Miskolci Akadémiai Bizottság Metallurgiai Munkabizottságának titkára
- 1986–1990, 1994–2005 és 2005–2010 között a Miskolci Egyetem Tanácsának, illetve Szenátusának tagja
- 1990–2002 között a MTESZ MATE Hőtechnikai Szakosztály vezetőségi tagja
- 1990-től a MAB Kohászati Szakbizottságának tagja
- 1992-től a Magyar Szabványügyi Testület Tűzállóanyagok Munkabizottságának tagja
- 1994–1998 között a magyar Rektori Konferencia Műszaki Tudományok és Informatikai Bizottságának tagja
- 1996-tól a Magyar Szabványügyi Testület Műszaki Bizottságának tagja
- 1997–2000 között a MAB Bányászati Környezetvédelmi Munkabizottságának tagja
- 1997–2000 között a MAB Kőolaj és földgáz Munkabizottságának tagja
- 1997–2010 között az MTA Metallurgiai Bizottságának tagja
- 1998–2011 között a MTESZ Gépipari Tudományos Egyesület tagja
- 2000-től a MAB Energetikai és Környezetvédelmi Munkabizottságának tagja
- 2000-től a Grant Agency of Czech Republic (GACR) bírálóbizottság külföldi szakértője
- 2001-től a Kerpely Antal Doktori Iskola Tanácsának tagja
- 2000–2003 között az International Flame Research Foundation (IFRF) tagja
- 2000–2003 között a World Energy Council (WEC) Magyar Nemzeti Bizottság tagja
- 2002–2008 MTA Bányászati Tudományos Bizottság, Mechanikai Eljárástechnikai Munkabizottságának tagja
- 2004–2013 között a Hungarian Section of the Combustion Institute tagja
- 2005-től az Építőanyag című folyóirat szerkesztőbizottságának tagja, az Energiagazdálkodás rovat vezetője
- 2006–2013 között a Magyar Rektori Konferencia Műszaki Tudományok Bizottságának tagja, alelnöke, elnöke

## Elismerései
- 1997 – Signum Aureum Universitatis Miskolcinensis kitüntetés (Miskolci Egyetem)
- 1988 – Kiváló Munkáért kitüntetés (Művelődési Minisztérium)
- 1998 – Genius ’98 Price nemzetközi feltalálói díj (Országos Találmányi Hivatal, 1st Investitors Olympic Games, International Invention Exhibition)
- 1995 – Academia Studiorum Montanistica Schemniciensis (Kassai Műszaki Egyetem)
- 1999 – Pro Facultate Ingeniariorum érem (ME Anyag-és Kohómérnöki Kar)
- 2004 – Pro Natura Recreanda kitüntetés és emlékgyűrű (Veszprémi Egyetem)
- 2006 – Környezetvédelmi Műszaki Felsőoktatásért kitüntetés (Magyar Mérnöki Kamara)
- 2010 – For Merits Before Transcarpathian State University (Ungvár)
- 2011 – Pro Universitate kitüntetés (Miskolci Egyetem)

## Válogatott publikációi
Több mint 200 magyar és idegennyelvű publikáció, könyv és több lajstromozott szabadalom fűződik a nevéhez.
- The optimalization of furnace for burning of lime (társszerzővel). Publications of the University of Miskolc, Series B-Metallurgy, 1995
- Tűzálló és hőszigetelő anyagok III. (társszerzővel). Miskolci Egyetem, Miskolc, 1997
- Tüzeléstan (társszerzővel). Miskolci Egyetem, Miskolc, 1997
- Untersuchungen Eines Mauerwerks aus Feuerfestbeton und Superleichten Warmedämmstoffen (társszerzővel). Silikattechnik: Zeitschrift für Keramik, Glas, Email, Kalk und Zement, 1999
- A sugárzási tényező inhomogenitásának hatása a felületi hőmérséklet eloszlására tűzálló falazatok termovíziós vizsgálatánál (társszerzővel). Miskolci Egyetem Közleményei 2. sorozat: Kohászat, 2000
- Nagyhőmérsékletű tűzálló falazat vastagságának meghatározása üzem közben (társszerzővel). MEAKK, Miskolc, 2000
- Hulladékok energo-technológiai ártalmatlanítási lehetőségei.  Miskolci Egyetem, Miskolc, 2001
- Hulladékégetés. Miskolci Egyetem, Miskolc, 2002
- Égető és porleválasztó berendezés növényi hulladékok és energianövények energetikai célú légkörkímélő hasznosítására (társszerzővel). Szabadalmi okirat, lajstromszám: 221 694, 2003
- Diagnostic Method for the Determination of Refractory Lining Thickness in High Temperature Equipment (társszerzővel). Materials Science Forum, 2003
- Mathematical model of rotary kiln for calcination of alumina (társszerzővel). 8th International Conference on Heat Engines and Environmental Protection, 2007
- Research of energetical processes of rotary kiln for alumina calcination (társszerzővel). Acta Metallurgica Slovaca 13, 2007
- Biomasszák és hulladékok erőműi hasznosítás (társszerzővel). MEAKK, Miskolc, 2007
- Hevítéstechnológia energiagazdálkodási és környezetvédelmi vonatkozásai (társszerzővel). Nemzeti Tankönyvkiadó, 2009
- Examination of the combustion conditions of herbaceous biomass (társszerzővel). Fuel Processing Technology 90, 2009
- Hevítéstechnológia energiagazdálkodási és környezetvédelmi vonatkozásai (társszerzővel). Nemzeti Tankönyvkiadó, Budapest, 2011
- Csernely település hulladék-összetételének vizsgálata másod-tüzelőanyag előállításának szemszögéből (társszerzővel). Magyar Energetika különszám, 2012
- Determination of the Gas Permeability of Hydraulic Bonded Refractory Concrete (társszerzővel). Materials Science and Engineering: A Publication of the University of Miskolc, 2014
- Kombinált hőcserélő és többfunkciós pernyeleválasztó berendezés rendszer szilárd, főleg biomassza tüzelésű kazánok hő- és környezeti hatékonyságának növelésére (társszerzővel). Szabadalmi okirat, lajstromszám: 221 694, 2016